# Карлсдорф (Львівська область)
Карлсдорф — колишнє село у Стрийському районі. Село заснував близько 1835 року Karl Scheiff, дідич із Сможе. Знаходилося неподалік від села Климець. Поселилися галицькі німці та із Чехії. 1843 року в селі засновано католицьку парафію. 1865 року католицька парафія перенесена до Феліцієнталю. За Другої Речі Посполитої Карлсдорф був самостійною ґміною, з 1934-го — у складі Тухольської гміни Сколівського, а потім Стрийського повіту Станиславівського воєводства. У березні 1939 р. станиславівський воєвода перейменував село на Каролін (пол. Karolin). Радянська влада в 1940 р. вивезла німців до Вартеґау, а село перейменувала в хутір Тростяний.